# Goodies (песня)
«Goodies» (с англ. — «„Прелести“») — дебютный сингл американской певицы Сиары, записанный при участии американского рэпера Пити Пабло для её одноимённого альбома. Авторами песни выступили сама Сиара, Шон Гарретт, Ламаркус Джефферсон, Крейг Лав, Захари Уоллес и Лил Джон, который также спродюсировал трек. Песня была записана как ответ синглу Пити Пабло «Freek-a-Leek». В тексте затрагивается тема девственности. Главная героиня композиции отвергает мужчину, заявляя ему, что он «никогда не увидит её раздетой».
Сингл был хорошо встречен критиками, которые высоко оценили насвистывающий ритм и вокал Сиары с придыханием. Песня стала коммерчески успешной, продержавшись на вершине чарта Billboard Hot 100 в течение семи недель. Это позволило ей стать синглом исполнительницы, который в течение продолжительного времени находился на верхней строчке хит-парада (подобный случай был в 1977 году). Кроме США, «Goodies» возглавил чарты Великобритании. Песня также попала в первую десятку хит-парадов Германии, Новой Зеландии и Швейцарии. После выпуска «Goodies» Сиару стали называть «Первой Леди или Принцессой Кранка&B».
Режиссёром видеоклипа на эту песню выступил Бенни Бум. В съёмках принимали участие BoneCrusher, Моника, Рашида, Jazze Pha, Young Jeezy, Лил Джон. Видео демонстрирует Сиару, танцующую на синем и белом фоне вместе с танцорами. В этой сцене Сиара впервые сделала движение «Matrix», которая позже стало её визитной карточкой. Сиара исполнила эту песню в эфире шоу 106 & Park на телеканале BET и на премии Billboard Music Awards 2005, наряду с треками «1, 2 Step» и «Oh».

## Предыстория
После ухода из группы Hearsay, пятнадцатилетняя Сиара из Атланты стала писать песни через своего менеджера для продюсеров лейбла RedZone Entertainment Трики Стюарта и The-Dream. Она писала песни для таких исполнительниц, как Mýa и Фантазия Баррино и других. По словам Сиары, она мечтала о том, чтобы её песни звучали на радио, но до встречи с продюсером Jazze Pha в 2002 году, в неё никто не верил. Спустя пять месяцев после знакомства с Сиарой, Jazze Pha подписал её на свой Лейбл Sho'nuff Records. К этому времени они уже записали пять треков. «Чего действительно не хватало, так это Джанет Джексон — хорошей танцевальной музыки. Сиара восполнила этот пробел. Она милая, она умеет танцевать, писать песни, она нравится детям. Она нравится всем».

## Запись
В 2003 году в Ривердейле, Джорджия Сиара была подписана на лейбл LaFace Records исполнительным продюсером Эл-эй Ридом, которому её представил Jazze Pha. Позже в том же году, Сиара начала работать над своим дебютным альбомом. В начале 2004 года она записала демо вместе с продюсером Шоном Гарреттом, соавтором хита Ашера «Yeah!». После прослушивания этой демозаписи, продюсер кранк-музыки Лил Джон, который также принимал участие в записи «Yeah!», начал работать над полной записью, решив выпустить её на LaFace, где также записывался Ашер.
Первоначально Сиара не хотела работать над треком, спродюсированным Лил Джоном, так как изначально не любила кранк. Однако, она решила пойти вопреки этому и направить текст в противоположность женской распущенности, так же как делают её коллеги-певицы. Чтобы помочь Сиаре «встать на ноги», Лил Джон окрестил её как «Принцессу Кранка&B». Женская версия хитов Ашера «Yeah!» и «Freek-a-Leek» Пити Пабло была сделана с целью извлечь выгоду с этих песен.

## Выступления
Сиара исполняла «Goodies» несколько раз. Впервые она исполнила эту песню в эфире программы 106 & Park на телеканале BET. В 2005 году она исполнила композицию на церемонии награждения премией Billboard Music Awards 2005. Также она исполняла её на различных фестивалях в США.